# Solomode
Solomode is een studioalbum van Frank Klare. Klare nam het album op terwijl hij nog lid was van Synco. Het was de periode waarin ook Solodreams werd opgenomen. Solodreams verscheen op muziekcassette, Solomode bleef op de plank liggen. In 2012 verscheen het vervolgens op cd-r, delivery-on-command bij Syngate, een platenlabel gespecialiseerd in elektronische muziek. De muziek lijkt op die van Klaus Schulze, vrij lange nummers en veel toepassing van sequencers

## Musici
- Frank Klare – synthesizers, elektronica
- Horst Martens – gitaar (5)

## Muziek
| Nr. | Titel        | Duur  |
| --- | ------------ | ----- |
| 1.  | Ultramode    | 12:55 |
| 2.  | Solomode     | 19:14 |
| 3.  | Polymode     | 17:49 |
| 4.  | Melomode     | 9:34  |
| 5.  | Computermode | 18:17 |